# Puig de les Agudes
Puig de les Agudes är ett berg i Spanien.   Det ligger i provinsen Província de Girona och regionen Katalonien, i den östra delen av landet, 500 km öster om huvudstaden Madrid. Toppen på Puig de les Agudes är 1 854 meter över havet.
Terrängen runt Puig de les Agudes är kuperad åt sydost, men åt nordväst är den bergig. Runt Puig de les Agudes är det glesbefolkat, med 19 invånare per kvadratkilometer. Närmaste större samhälle är Sant Joan de les Abadesses, 15,0 km söder om Puig de les Agudes. I omgivningarna runt Puig de les Agudes växer i huvudsak blandskog.